# 宮内優
宮内優（みやうち まさる、1984年6月13日 - ）は、日本のボブスレー選手。バンクーバー五輪代表選手。
北海道出身。2003年3月北海道帯広農業高等学校卒業。2007年3月日本大学文理学部体育学科卒業。(株)モンテローザ所属。
本来は円盤投の選手であって、高校3年生でのインターハイでは円盤投げの他ハンマー投、砲丸投の選手として出場し、円盤投げで3位。社会人になってからの2009年日本陸上競技選手権大会でも円盤投げで3位、2009年円盤投げ日本ランキング5位であった。結婚報告で母校を訪れた際に勧誘を受け、冬季種目の選手に転向した。